# Гай Беллиций Флакк Торкват Тебаниан
Гай Беллиций Флакк Торкват Тебаниан (лат. Gaius Bellicius Flaccus Torquatus Tebanianus) — римский политический деятель первой половины II века.
Флакк происходил из Виенны в провинции Нарбонская Галлия. Его отцом был консул-суффект 87 года Гай Беллиций Наталис Тебаниан, а братом консул-суффект 118 года Беллиций Тебаниан.
В 124 году Флакк занимал должность ординарного консула вместе с Манием Ацилием Глабрионом. Больше о его карьере ничего неизвестно.
у Флакка было два сына: Гай Беллиций Кальпурний Торкват и Гай Беллиций Торкват.